# Henk de Smaele
Henk de Smaele (Brugge, 24 juli 1970) is een Belgisch hoogleraar aan de Universiteit Antwerpen. Hij is gespecialiseerd in gendergeschiedenis, Belgische politieke geschiedenis en psychoanalyse.

## Biografie
Henk de Smaele is de zoon van Walter de Smaele en Greta Poot. In zijn kindertijd liep hij school in het Sint-Andreasinstituut.
In 1989 begon Henk de Smaele aan zijn studies geschiedenis aan de KU Leuven. Hij behaalde daar zijn licentiaat in 1992 met een proefschrift over Henri Carton de Wiart. Rond deze periode leerde hij Nathalie De Bleeckere kennen, die tot op vandaag zijn partner is. Samen kregen ze drie kinderen.
In 2000 doctoreerde de Smaele aan de KU Leuven. Zijn doctoraat analyseerde de katholieke en conservatieve partij van België tussen 1884 en 1914. Dit onderzoek werd later herwerkt tot het boek Rechts Vlaanderen dat in 2009 verscheen.
De Smaele is covoorzitter van het Archief- en Onderzoekscentrum voor Vrouwengeschiedenis (AVG) en was van 2014 tot 2017 voorzitter van het Antwerp Research Institute for the Arts (ARIA).

## Publiek profiel
De Smaele ondertekende doorheen zijn loopbaan open brieven rond diverse politieke thema's, zoals inclusie van transpersonen, voor een academische boycot van Israël, tegen een Vlaamse canon in het onderwijs. Hij wordt vaak geïnterviewd door journalisten in het kader van actuele debatten over mannelijkheid. In 2023 was hij te zien als expert in Het verhaal van Vlaanderen.

## Selectieve bibliografie
- 1997 De Onze-Lieve-Vrouwekerk te Brugge : kunst en geschiedenis (met Els Flour, Veerle Heyndrikx en Mieke De Jonghe)
- 2002 Politieke representatie (met Johan Tollebeek)
- 2002 De zieke natie : over de medicalisering van de samenleving 1860-1914 (met Lysbet Nys, Johan Tollebeek,  Kaat Wils)
- 2002 Beeldvorming en politiek omtrent landbouw en platteland: heden en verleden (met Leen Van Molle en Ad De Jong)
- 2009 Rechts Vlaanderen : religie en stemgedrag in negentiende-eeuws België
- 2015 Vrouwen en mannen ten oorlog, 1914-1918: Gender@war (met Éliane Gubin en Piet Boncquet)
- 2017 Sign or symptom? : exceptional corporeal phenomena in religion and medicine in the nineteenth and twentieth centuries (met Tine Van Osselaer en Kaat Wils)
- 2018 To Kill a Sultan : A Transnational History of the Attempt on Abdülhamid II (met Alloul Houssine en Edhem Eldem)
- 2021 Male bonds in nineteenth century art (met Thijs Dekeukeleire en Marjan Sterckx)